# Léo Bisiaux
Léo Bisiaux (* 14. Februar 2005 in Fontainebleau) ist ein französischer Radrennfahrer, der auf der Straße und im Cyclocross aktiv ist.

## Sportlicher Werdegang
Als Junior war Bisiaux einer der erfolgreichsten Fahrer seines Jahrgangs. Im Cyclocross wurde er in der Saison 2022/2023 sowohl Europameister, Weltmeister als auch Weltcup-Gesamtsieger bei den Junioren, insgesamt war er bei 18 Starts 15 mal erfolgreich. Auf der Straße gewann er 2022, in seinem ersten Jahr in der U19, bei den Europameisterschaften die Bronzemedaille im Straßenrennen. 2023 war er dann mehrfach bei verschiedenen Rundfahrten erfolgreich, unter anderem beim renommierten Grand Prix Rüebliland.
Zur Saison 2024 wechselte Bisiaux vom AG2R Decathlon U19 Team in das Decathlon AG2R La Mondiale Development Team. Im Februar verpasste er bei den Cyclocross-Weltmeisterschaften in der U23 als Vierter noch knapp eine Medaille. Auch auf der Straße zeigte er bereits im ersten Jahr als Dritter des Course de la Paix Grand Prix Jeseníky, Sechster des Giro Next Gen und Vierter der Tour de l’Avenir sein Potential. Zur Saison 2025 wurde er in das UCI WorldTeam von AG2R übernommen.

## Erfolge

### Cyclocross
2022/2023
- Junioren-Weltmeister
- Junioren-Europameister
- Französischer Juniorenmeister
- Gesamtwertung und zwei Erfolge UCI-Cyclocross-Weltcup (Junioren)

2024/2025
- Französischer Meister (U23)

### Straße
2022
- Europameisterschaften (Junioren) – Straßenrennen
- Nachwuchswertung Gipuzkoa Klasika

2023
- Gesamtwertung Giro della Lunigiana
- Gesamtwertung, eine Etappe und Bergwertung Grand Prix Rüebliland
- Gesamtwertung und eine Etappe SPIE Internationale Junioren Driedaagse
- Europameisterschaften (Junioren) – Mixed-Staffel